# Paul Spadoni

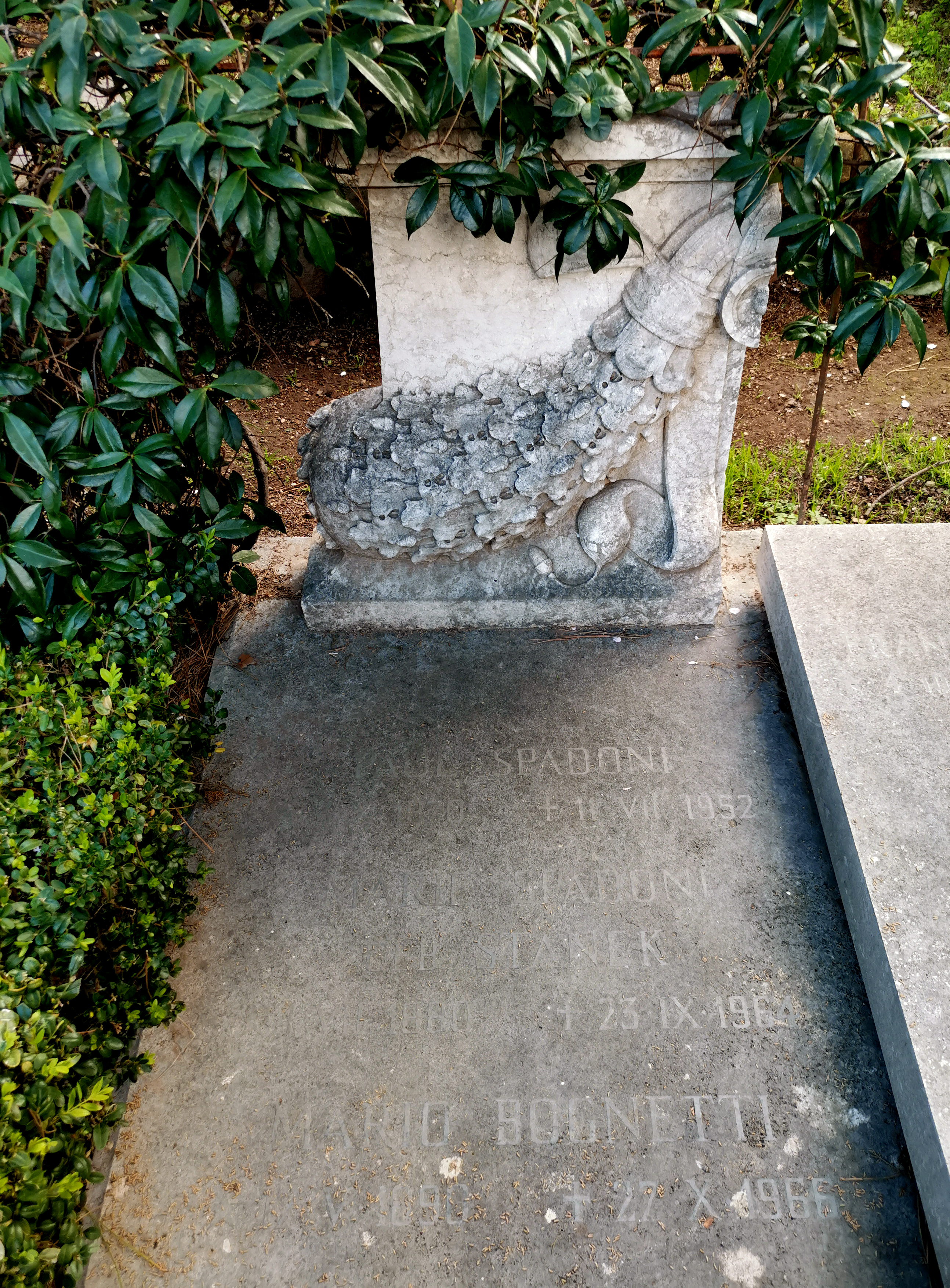
Grab auf dem Nichtkatholischen (Protestantischen) Friedhof Rom

Paul Spadoni, bürgerlich Paul Krause, (* 3. Oktober 1870 in Berlin; † 11. Juli 1952 in Rom) war ein deutscher Varietékünstler, Kraftakrobat und Künstleragent.

## Leben und Wirken
Paul Spadoni wurde als Sohn eines Restaurantbesitzers geboren und entdeckte bereits in jungen Jahren sein Talent und seine Begeisterung für die Artistik. Im Alter von 12 Jahren übte er mit dem häuslichen Kaffeegeschirr Jongliertricks ein, als 14-Jähriger zauberte und jonglierte er bei der Geburtstagsfeier eines Klassenkameraden.
Da Spadoni auch zeichnerisches Talent hatte, schickte der Vater ihn in die Berliner Zeichenakademie. Auch hier war er erfolgreich, übte aber ohne elterliches Wissen nebenbei weiterhin artistische Kunststücke ein. Schließlich brannte er von zu Hause durch und erhielt als Clown und Jongleur ein erstes Engagement bei dem Zirkusunternehmen Labersweiler-Laberyel. Danach schloss er sich dem Zauberkünstler Agoston an, der ihm den Künstlernamen Spadoni gab. Spadoni verlegte sich nun ganz auf die Kraftjonglerie und entwickelte Tricks und Kunststücke, die seinerzeit bahnbrechend waren und zum Teil als unnachahmlich galten. Ein um das Jahr 1892 entstandenes Plakat zeigt Paul Spadoni gemeinsam mit seiner Schwester Agnes.
Da das Kraftjonglieren auch in der Neuen Welt sehr beliebt war und die dortige Rüstungsindustrie entsprechende Requisiten wie Granaten und Kanonen häufig zu Werbezwecken nutzte, kam Spadoni zu Auftritten in den Vereinigten Staaten. Viele Jahre reiste er durch die USA, immer als Hauptattraktion. Dabei änderte er häufig die Szenerie, um sein Programm interessant zu erhalten. So tauschte er beispielsweise sein auch in Deutschland oft getragenes römisches Outfit gegen einen Lendenschurz und gab einen Höhlenmenschen, der schwere Holzkeulen mit spielerischer Leichtigkeit balancierte.
Mit Ausbruch des Ersten Weltkrieges kehrte Spadoni nach Deutschland zurück und wurde Soldat. Eine schwere Verwundung beendete seine Karriere als Kraftakrobat. Eine Verpflichtung an den Hamburger Zirkus Hagenbeck bewahrte ihn nach seiner Gesundung vor einer Rückkehr an die Front.
Nach Kriegsende gründete Paul Spadoni gemeinsam mit seiner Frau Maria eine sehr erfolgreiche Agentur, die über die Jahre hinweg an die 50.000 Künstler und Artisten in alle Welt vermittelte, darunter so bekannte Namen wie Max Hansen oder Claire Schlichting.
Mit dem berühmten Jongleur Enrico Rastelli verband ihn ein sehr freundschaftliches Verhältnis, auch war es Spadoni, der als Erster die Auslandsagentur des sowjetischen Staatszirkusses in Mitteleuropa übernahm.
Paul Spadoni hatte zwei Töchter, die ebenfalls als Varietékünstlerinnen auftraten. Magdi Spadoni musste ihre Karriere später aufgrund einer Fußverletzung aufgeben, Marion arbeitete als Zauberkünstlerin und eröffnete am 17. August 1945 in den Ruinen des ehemaligen Theater des Volkes das Palast Varieté unter privater Leitung. Die Lizenz zur Fortführung des Etablissements wird ihr zum 1. September 1947 durch die sowjetische Kommandantura wieder entzogen, der Magistrat von Berlin übernahm die Einrichtung, und das Haus wurde in Friedrichstadt-Palast umbenannt. Erster Intendant war der Italiener Nicola Lupo.
1949 verließ Spadoni Berlin und zog nach Rom, wo er ebenfalls eine Agentur eröffnete. Eine weitere Agentur gründete er einem Zeitungsbericht zufolge 1951 in Hamburg. Paul Spadoni starb 1952 im Alter von 81 Jahren in Rom.

## Kunststücke und Tricks
Paul Spadoni ersann im Laufe seiner langen Karriere ständig neue kraftakrobatische Kunststücke. Mittels eines Schleuderbretts sprang er beispielsweise über ein galoppierendes Pferd oder acht nebeneinander stehende Pferde. Er balancierte mit einem Geschirrservice oder gedeckten Tischen, kam mit Pferd und Streitwagen auf die Bühne gefahren, spannte die Pferde ab und balancierte den Wagen auf dem Kopf. Mit dem Aufkommen des Autos baute er dieses in sein Programm ein, indem er ein Modell hochkant auf der Schulter balancierte.
Einen breiten Raum nahm das Jonglieren und Balancieren mit militärischen Geschossen ein. So fing Spadoni als erster Mensch eine 45 Pfund schwere, aus einer Kanone gefeuerte Kugel mit der Schulter auf, 1897 balancierte er ein Torpedostück von 200 Pfund, warf es in die Luft und fing es zwischen Schulter und Nacken auf. Er jonglierte gleichzeitig mit Tennisbällen und Kanonenkugeln, fing zugleich eine Granate im Genick und zwei durch eine Wippe hochgeschleuderte Eisenkugeln mit den Händen auf. Eine andere Variante ersetzte die Eisenkugeln durch gefüllte Goldfischgläser. In den USA präsentierte er zum ersten Mal das Kunststück, ein durch den Tritt auf eine Wippe in die Luft geschleudertes Kanonenrohr mit Schulter und Nacken aufzufangen. Ein beliebter Finaltrick war das Auffangen einer aus vier Metern Höhe herabfallenden Granate mit Schultern und Händen.
1872 gelang es dem dänischen Akrobaten John Holtum (1845–1919) zum ersten Mal, eine aus einer Kanone abgefeuerte Kugel ohne Verletzungen mit der Hand aufzufangen. Paul Spadoni entwickelte diese Nummer weiter, in dem er drei 90 Pfund schwere Granaten mit dem Nacken auffing und mit ihnen balancierte und jonglierte.